# Judo Boy
Judo Boy (яп. 紅三四郎 Курэнай Сансиро, Алый Сансиро) — японская манга, авторами которой являются Иппэй Кури, Ютака Араи, а иллюстратором Тацуо Ёсида. Публиковалась издательством Shueisha в журнале Shōnen Book с января 1961 года. По мотивам манги студией Tatsunoko Production был выпущен аниме-сериал, который транслировался по телеканалу Fuji TV 2 апреля по 24 сентября 1969 года. Всего выпущено 26 серий аниме.

## Сюжет
Действие разворачивается вокруг Сансиро, молодого человека, специализирующегося на боевых искусствах, а именно на дзюдо, умения которому передал когда-то отец. Однажды отца убивает неизвестный. Теперь Сансиро путешествует на мотоцикле в сопровождении сироты по имени Кэн и верного пса по имени Бобо, чтобы найти и отомстить убийце. Единственное, что знает Сансиро об убийце — то, что он одноглазый, так как после убийства отца он оставил стеклянный протез. В течение всей истории Сансиро ведёт борьбу с «одноглазыми злодеями», однако ни один не оказывается убийцей отца. История не имеет конца, главный герой продолжает свои поиски.

## Персонажи
| Персонажи       | Озвучка           |
| --------------- | ----------------- |
| Сансиро Курэнай | Икуо Нисикава     |
| Кэмбо           | Кэмбо Каминаримон |
| Бокэ            | Хироси Отакэ      |
| Рассказчик      | Кэндзи Уцуми      |

## Аниме
Производством занималась Tatsunoko Production под руководством режиссёра Кури Иппэй, по сценарию Дзиндзо Ториуми и Ёсида Тацуо. За дизайн персонажей отвечал Накамура Мицуки. Премьера аниме-сериала состоялась на японском телеканале Fuji TV, с 2 апреля по 24 сентября 1969 года.

### Музыка
Начальная тема:
- «Kurenai Sanshirou» исполняют: Кацухико Мики и Мицуко Хориэ

Завершающая тема:
- «Otoko no Kouya» исполняет: Кацухико Мики (c 1 по 13)
- «Yuuhi no Otoko» исполняет: Юри Симадзаки (с 13 по 26)